# Diospyros rugosula
Diospyros rugosula är en tvåhjärtbladig växtart som beskrevs av Robert Brown. Diospyros rugosula ingår i släktet Diospyros och familjen Ebenaceae. Inga underarter finns listade i Catalogue of Life.